# 저스틴 켈리
저스틴 켈리(Justin Kelly, 1992년 3월 7일 ~ )는 캐나다의 배우, 영화배우, 텔레비전 배우이다.
토론토에서 태어났다.

## 방송
- 비트윈

## 영화
- 로스트 & 파운드 (2016년)
- 비트윈 (2015년)
- 로스트 애프터 다크 (2015년)
- 빅 머디 (2014년)
- 맵 투 더 스타 (2014년) - 레트 역
- 체인지 오브 플랜스 (2011년)
- 더 젠센 프로젝트 (2010년) - 브로디 역